# Nikolče Šarkoski
Nikolče Šarkoski (in macedone Николче Шаркоски?; Prilep, 8 marzo 1994) è un calciatore macedone, centrocampista del Vardar.

## Carriera
Ha giocato nella massima serie macedone. Inoltre ha giocato quattro partite nei turni preliminari delle coppe europee, 2 in Europa League e altre 2 in Conference League.